# 絶対猫から動かない
『絶対猫から動かない』（ぜったいねこからうごかない）は、新井素子による冒険小説。電子書籍雑誌の小説誌『文芸カドカワ』（KADOKAWA）2017年1月号（2016年12月10日配信開始）から連載開始した。

## 概要
本作の執筆は編集担当からのオファーから始まったが、本作の40年前に上梓された新井のSF小説『いつか猫になる日まで』の50歳代版アンサー小説を書いて欲しいという内容であった。新井にとっても、こういった依頼は初めてであった。
ひとつの事件を複数の登場人物それぞれの視点から語る。本作では4人それぞれの一人称が存在している。
人類を単位とするような大きなものの考え方と同時に、コーヒー代を誰が支払うかというような日常的な些細な出来事が、地続きで書かれているところも魅力に挙げられる。
牧眞司は『いつか猫になる日まで』と同様に表題が主人公たちの心情を反映していると指摘している。また、超自然の脅威や恐怖がエスカレートしてゆくのではなく、登場人物たちによって断片的な手がかりが丹念につなげられ、事態の全体像や因果に接近していく理の通しかたが、いかにもSF的であると共に、新井の本質が正統なSF作家であると評している。さらには、そのような未知の「何か」と向きあっているうちに登場人物はが、自らが拠って立つ価値観を自覚する点を挙げ、その筆致が熟年ならではのものであり、新井自身が積み重ねてきた経験、『いつか猫になる日まで』からの40年分の著者の経験が反映されていると指摘する。同時に、牧は20年後の新井が今度は老年の登場人物を描いた第3の「猫」シリーズの発表に期待を寄せている。

## あらすじ
ある日、大原夢路と友人が乗っていた地下鉄西武有楽町線は地震のため小竹向原駅と新桜台駅の間で緊急停止した。車内で急病人が発生するものの、地下鉄は数分で運行再開。夢路は無事に帰宅した。それから、夢路は地下鉄の中の出来事を繰り返し夢に見るようになる。
夢路だけではなく、その日、同じ地下鉄に乗り合わせていた人々はひとつの夢の中に閉じ込められ「捕食者」によって順に食われていった。夢に囚われた見ず知らずの人々は、現実世界で連携を取り合って立ち向かおうとする。

## 主な登場人物
大原 夢路（おおはら ゆめじ）
56歳。大学卒業後、24歳で結婚。子供はいない。
自ら天職と思える校正の仕事をしていたが両親の介護と看病のために辞職し、現在は無職。義両親も徘徊や入院で、旦那と2人して一人っ子のため双方の両親の面倒が経済的にも精神的にも負担となっている。
地震を感知できる能力を持つ。
氷川 稔（ひかわ みのる）
54歳。大手企業の関連会社で総務一筋に三十余年を勤める。
息子の素行の悪さが悩みの種。
連載開始直後から担当編集からの印象も悪く、編集からは「ストーリーを盛り上げるために氷川に死んでもらう」ことの提案もあった。そのため、編集に氷川をかっこよく思わせることが1つの目標となっていた。
村雨 大河（むらさめ たいが）
61歳。昨年退職し、囲碁三昧な老後を過ごしている。
孫の誕生が近く、浮かれてもいる。
佐川 逸美（さがわ いつみ）
新任の中学教諭。経験のないバスケットボール部の顧問を任命され、部員10数名を引率し地下鉄に乗っていた。
関口 冬美
56歳。夢路とは幼稚園からずっと同じ学校の大親友。夢路と同じく24歳で結婚し、既に孫がいる。
三春ちゃん（みはるちゃん）
「捕食者」
人と敵対しているわけではなく、例えるならば、三春ちゃんが畜産農家や酪農家で、人が牛。

## 書籍情報
- 新井素子『絶対猫から動かない』KADOKAWA、2020年。ISBN 978-4-04-108823-4。
- 新井素子『絶対猫から動かない』 上、KADOKAWA〈角川文庫〉、2022年。ISBN 978-4-04-112826-8。
- 新井素子『絶対猫から動かない』 下、KADOKAWA〈角川文庫〉、2022年。ISBN 978-4-04-112827-5。

## 外部サイト
- 新井素子『絶対猫から動かない』 - KADOKAWAオフィシャルページ